# Ivonne Teichmann
Ivonne Teichmann (* 11. April 1977 in Zeulenroda) ist eine ehemalige deutsche Mittelstreckenläuferin.
Ivonne Teichmann ist fünfmalige Deutsche Meisterin über 800 m; 2001 gewann sie im Freien, 1996, 2000, 2001 und 2002 siegte sie in der Halle. Ihre Bestzeit ist 1:58,62 min, gelaufen beim Golden League Meeting in Brüssel 2001.
Bei den Halleneuropameisterschaften 2000 in Gent belegte sie den fünften Platz. Ein Jahr später schied sie bei den Hallenweltmeisterschaften in Lissabon im Halbfinale aus. Im Sommer erreichte sie bei den Weltmeisterschaften in Edmonton das Finale und wurde Achte. Bei den Europameisterschaften 2002 in München wurde sie in 2:00,87 min Siebte.
Ivonne Teichmann startete für den SC Magdeburg, die LG Olympia Dortmund, LC ThüringenGas Erfurt und das LAZ Puma Troisdorf/Siegburg. Bei einer Körpergröße von 1,71 m betrug ihr Wettkampfgewicht 53 kg. Sie ist studierte Sportmarketing-Managerin (IST) und Sportfachwirtin (IHK) und arbeitet derzeit in diesem Bereich.
Ivonne Teichmann ist mit dem Piloten und ehemaligen Schwimmer Stefan Pfeiffer verheiratet und hat zwei Kinder.